# Bad Röthis

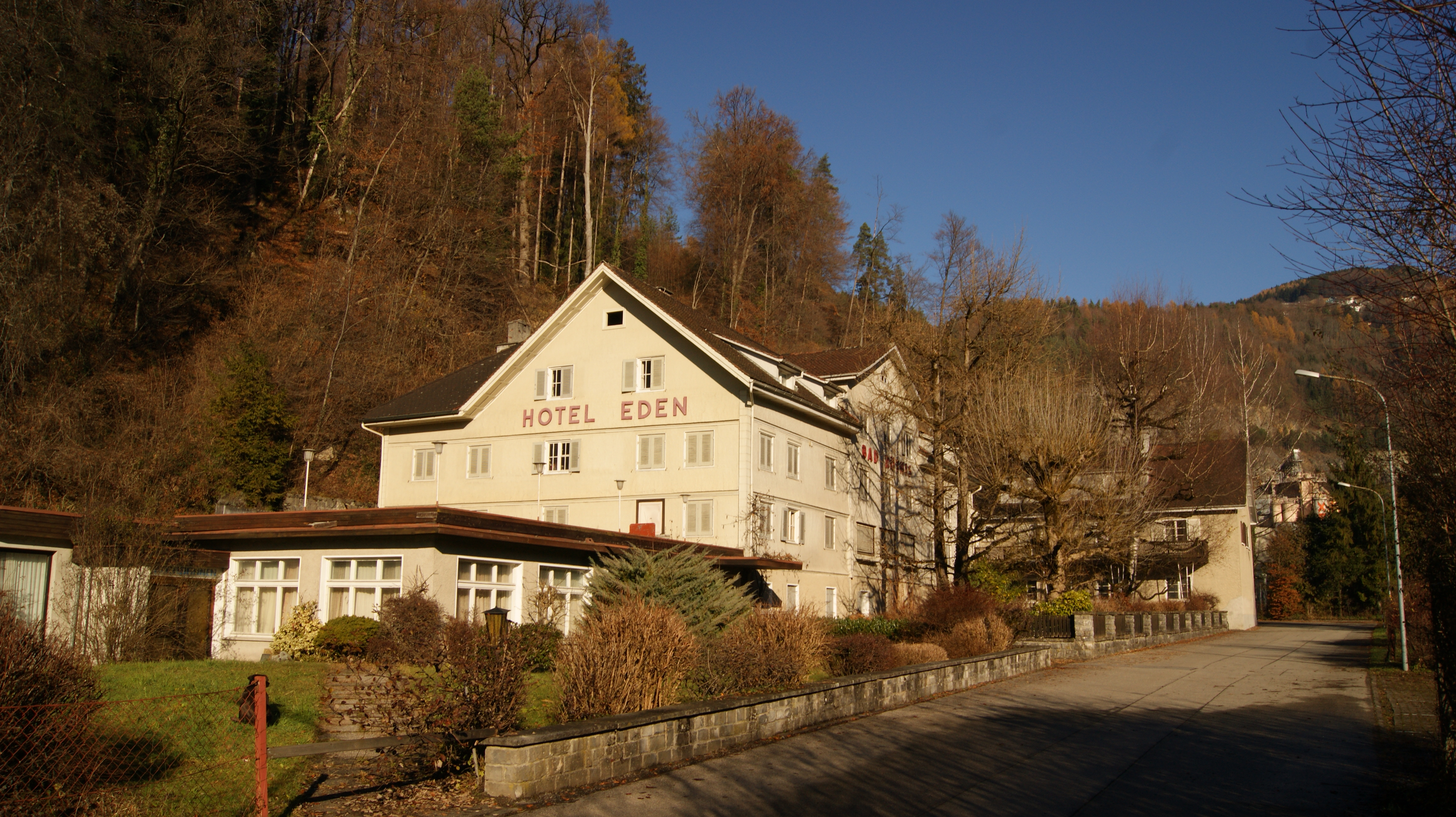
Heilbad Röthis – Hotel Eden in Röthis.

Das Bad Röthis (520 m ü. A.) war ein in Röthis (Vorarlberg, Österreich) liegendes Heilbad und Gasthaus (heute Hotel Eden) und liegt in der Parzelle „Bädle“ an der Badstraße.

## Geschichte
Der Beginn des Badebetriebes in Bad Röthis ist nicht bekannt. Für die Jahre 1610 und 1615 ist belegt, dass der Badmeister Georg Wirth (auch: Württ, Würth, gestorben am 11. September 1644) ein Darlehen von der Frühmeßpfründe aufnahm. Im Stockurbar 1618 ist verzeichnet, dass Georg Würth  jährlich 10 Schilling Pfennig gelegt habe. Sein Sohn, Fidel Würth, starb in Bad Röthis 1653. Für 1732 und 1739 sind Grundstückskäufe von der Gemeinde durch den Badmeister Johannes Zimmermann belegt, der auch 1754 noch Wirt in Bad Röthis war. 1784 ist eine Badmeisterin, Katharina Frick, belegt, 1796 der Badmeister Anton Welte und ab 1798 wieder aus der Familie Zimmermann, Franz Josef Zimmermann. 1804 wurde Bad Röthis von Josef Kaduff aus Graubünden erworben, der es jedoch kurze Zeit später wieder an Johann Heinzle aus Götzis weiterverkaufte. 1809 erwarb das Ehepaar Josef Kilga (gestorben 1833) und Maria Anna (geborene Mayer) um 2400 Gulden das Bad- und Wohnhaus samt Laube, das „untere Haus“ mit Kegelbahn, in welchem damals auch eine Bäckerei betrieben wurde und die Heilquellen, weitere zum Bad gehörende Grundstücke, die Holzrechte, Riedteile und die sogenannte „Badwaldung“ hinter dem Bachtobel. Ab 1833 betrieb der Sohn von Josef und Maria Anna Kilga, Alois, Bad Röthis und verkaufte es 1855 an seine Gattin, Maria Magdalena Kilga (geborene Nesensohn). Nach deren Tod 1859 wurde das Eigentum an Bad Röthis an deren Sohn, Alois Kilga jun. (gestorben 27. August 1878) im Erbweg übertragen. Einige Jahre danach wurde die verloren gegangene Hauptquelle des Heilbades wieder aufgefunden und der Badebetrieb renoviert. Am 11. Dezember 1878 erhielt die Witwe von Alois Kilga jun., Katharina Kilga (geborene Kees), das Eigentum an Bad Röthis. 1896 erwarb Johann Bertschler aus Feldkirch-Levis, Michael Loacker aus  Rankweil und Alois Breuß aus Sulz das Bad samt Stadel und Stallungen, Trinkhalle und Keller und Badeinrichtungen, es kam aber noch im selben Jahr zur öffentlichen Versteigerung. Aus der Versteigerung erwarben die aus Borgo (Südtirol) stammenden Ehegatten Johann und Magdalena Galvan  (später Familie Hausmann-Galvan) das Bad Röthis, verpachteten es für zwei Jahre an die Geschwister Gorbach (Lingenau) und betrieben das Bad ab 1898 selbst und blieben bis 1941 Eigentümer.
1898 wurde auch in der Vorarlberger Landeszeitung für das Bad Röthis geworben und mitgeteilt, dass das Bad Röthis bereits zu Anfang des 17. Jahrhunderts mit einer heilkräftigen Quelle erwähnt werde.
Das Bad war zu Beginn des 20. Jahrhunderts einige Jahre lang nicht in Betrieb. 1941 wurde es von der Familie Bärenzung erworben, die das Hotel Eden bis heute betreibt.
Es wurde am 1. August 1948 wieder ein Badebetrieb mit drei Badezimmern und zwei türkische Bäder aufgenommen. Im Frühjahr 1949 wurde auf Initiative des Arztes Edwin Albrich ein Sanatorium für innere Medizin eingerichtet. 1950 verließ Edwin Albrich Bad Röthis und es wurde eine Pflegestätte für Rekonvaleszente eingerichtet. 1951 wurde der Badebetrieb eingestellt und besteht seither nur noch der Hotelbetrieb mit heute 60 Betten.

## Badebetrieb und Heilquelle
Bei den Heilquellen handelte es sich um schwache, kalte Schwefelquellen, ähnlich der in Bad Haslach in Dornbirn.
In Eduard Jos Kochs Abhandlung aus dem Jahr 1843: Abhandlung über Mineralquellen in allgemein wissenschaftlicher Beziehung und Beschreibung aller in der Oesterreichischen Monarchie bekannten Bäder und Gesundbrunnen, fand das Bad Röthis keine Erwähnung. In Archiv der Heilkunde, wird es nebenbei erwähnt.  In Mineralquellen Vorarlbergs von Josef Zehenter, 1895, werden zwei in Verwendung befindliche Quellen für den Heilbadebetrieb von Bad Röthis erwähnt und eine Analyse des Wassers durch den Apotheker Louis Kofler aus Dornbirn.
Das Heilwasser soll gegen Rheuma, Nervenleiden, Gicht, Engbrüstigkeit, Blutarmut und Magenleiden geholfen haben.
Im Badebetrieb wurden die Heilsuchenden ursprünglich in Holz-Zubern, dann in Badewannen, mit dem Wasser in Kontakt gebracht. Zur Zerstreuung gab es noch eine Gaststätte und eine Kegelbahn. In der eigenen Hauskapelle von Bad Röthis durften Messen gelesen werden. Das Wasser wurde „in Röhren nach dem Kesselhause geleitet. Das in letzterem sich sammelnde Wasser wird daselbst nach Bedarf in zwei gewaltigen Kesseln erwärmt und von da aus durch Eisenröhren in die einzelnen Badewannen geführt; auch die Leitung des kalten Wassers dahin geschieht vom gleichen Lokale aus.“

## Geographie / Topographie

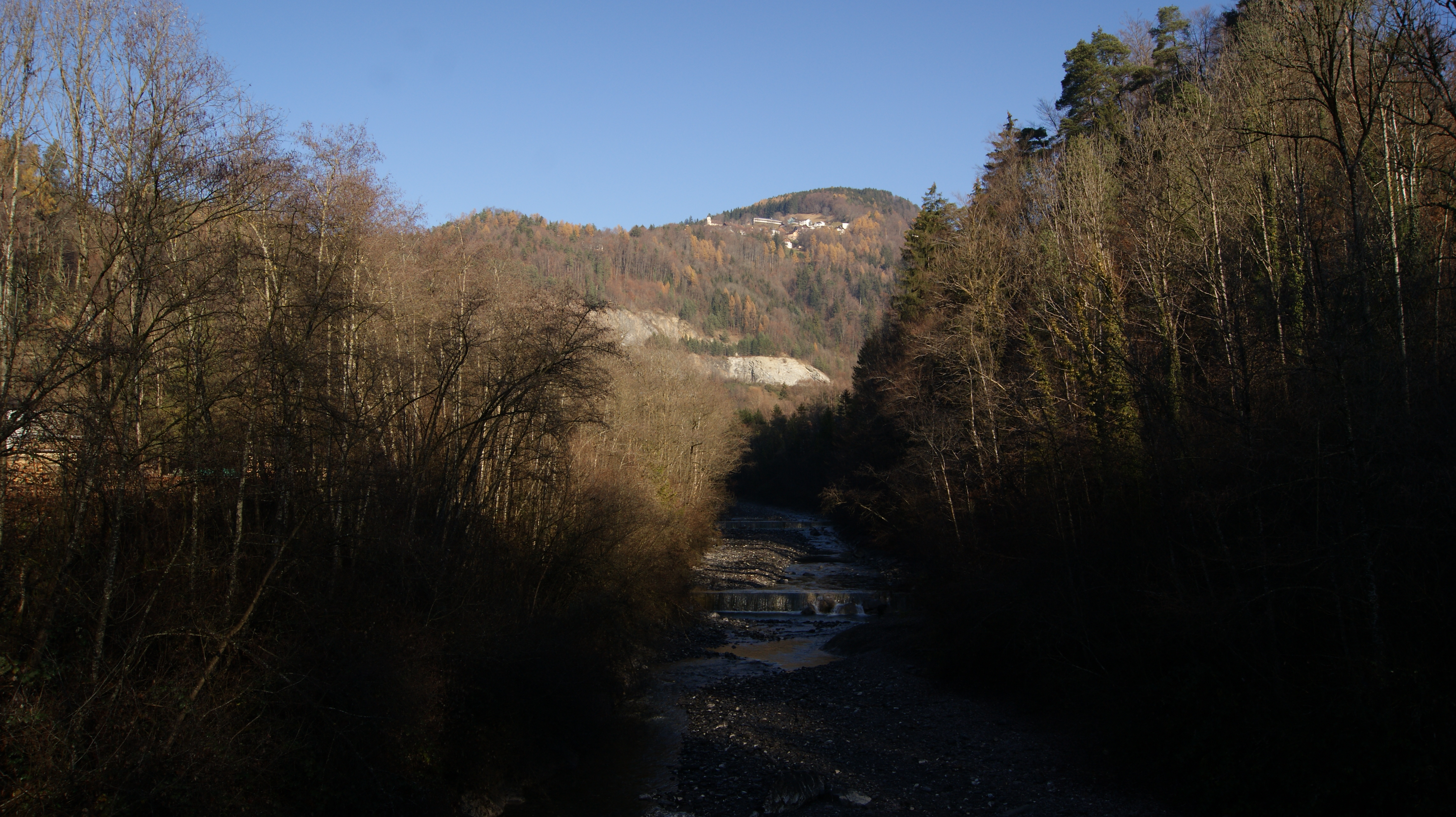
Die Frödisch (Fluss) am Beginn des Frödischtal, im Hintergrund oben ein Teil von Viktorsberg.

Das Bad Röthis liegt etwa 700 m vom Dorfzentrum Röthis, 8 km von Feldkirch und 28 km vom Bodensee, entfernt, am Eingang des Frödischtal. An der nordwestlichen Seite führt am Badhaus der Mühlbach vorbei.
Die an Bad Röthis/Hotel Eden vorbeiführende Badstraße erinnert noch an den einstigen Badebetrieb.